# Франсіско Буесо
Франсіско Буесо Куельяр (ісп. Francisco Bueso Cuéllar; нар. 1860 — пом. ?) — тимчасовий президент Гондурасу впродовж менше двох місяців навесні 1924 року.
Його попередник, Рафаель Лопес Гутьєррес, був змушений піти у відставку, а Буесо був призначений тимчасовим президентом країни. Втім, невдовзі і його змусили залишити столицю повстанці під проводом Тібурсіо Каріаса Андіно. Останній проголосив себе главою держави (головою Ліберальної революції). Сполучені штати відрядили 176 військовиків з крейсера «Milwaukee» для придушення заворушень.